# Kpep
Kpep (ou Kpwep, Beezen, Bezen) est un village du Cameroun situé dans le département du Menchum et la Région du Nord-Ouest, à proximité de la frontière avec le Nigeria. Il fait partie de la commune de Furu-Awa.
Le beezen est parlée dans le village de Kpep.

## Géographie
Kpep est implanté sur les deux rives de la rivière Katsina-Alat. La construction d'un barrage hydroélectrique est en projet à proximité de la localité.

## Population
En 1987, Kpep comptait 315 résidents. Lors du recensement de 2005, 786 habitants y ont été dénombrés.
C'est le seul village où l'on parle le beezen, une langue jukunoïde en voie de disparition.